# Tõugjärv
Tõugjärv (est. Tõugjärv) – jezioro w Estonii, w prowincji Võrumaa, w gminie Rõuge. Należy do pojezierza Haanja (est. Hannja järved). Położone jest na północny zachód od miasta Rõuge. Ma powierzchnię 4,4ha linię brzegową o długości 887 m, długość 370 m i szerokość 195 m. Przepływa przez nie rzeka Rõuge jõgi. Sąsiaduje m.in. z jeziorami Rõuge Ratasjärv, Rõuge Valgjärv, Rõuge Liinjärv, Rõuge Suurjärv, Kaussjärv, Kahrila. Położone jest na terenie obszaru chronionego krajobrazu Haanja (est. Haanja looduspark).